# ひげ税

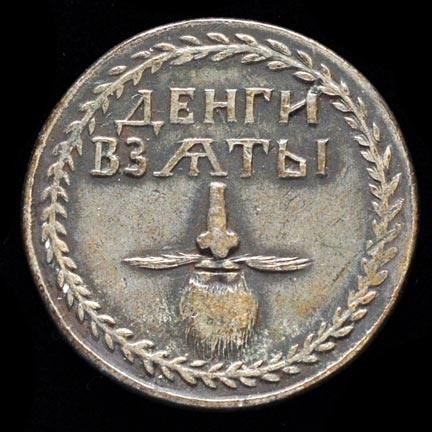
1705年ロシアのひげ税メダル。ピョートル大帝によって課された「ひげ税」を支払ったことを示すために持ち歩かれた。

ひげ税（ひげぜい、英: Beard tax）は、髭を生やした人に課される税金。

## イングランド
自身もひげを生やしていたイングランド国王ヘンリー8世がひげ税を導入し、後に後継者となるエリザベス1世が増税を試みたが失敗に終わったという話が古くから語り継がれているが、チューダー朝のひげ税に関する当時の文書は残っておらず、イギリス国立公文書館にもこうした税が制定されたという記録はない。

## ロシア

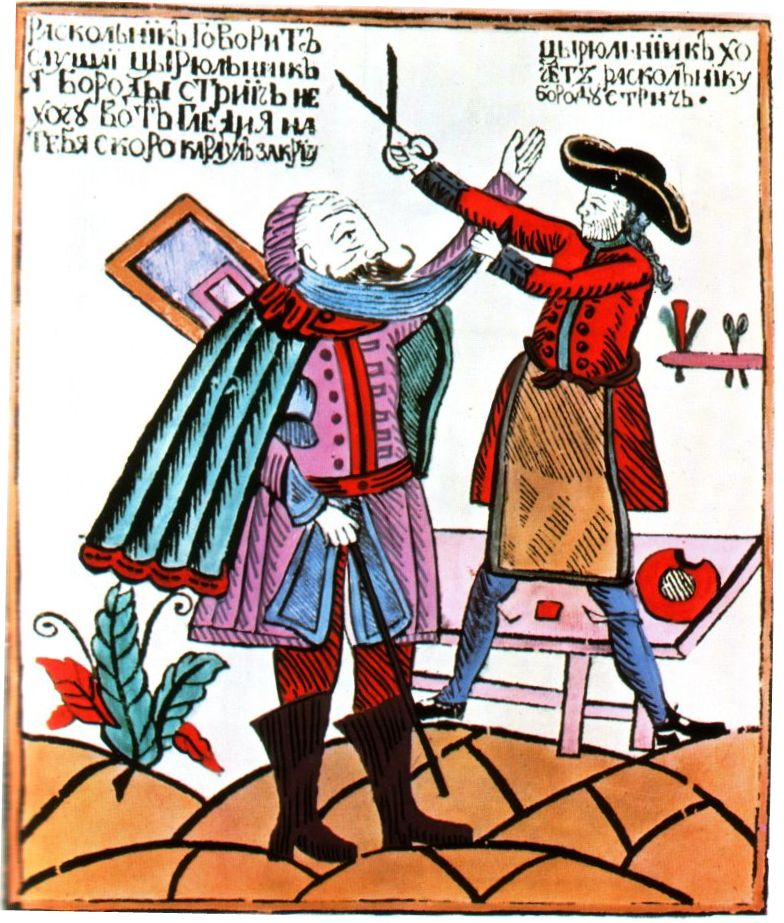
18世紀ロシアの風刺画（ルボーク）より、『床屋のヒゲきり』

1698年、西洋文化に傾倒するロシア皇帝ピョートル1世を排斥しようとするストレリツィ（銃兵隊）の反乱が発生した。反乱を鎮圧したピョートルは、古いロシア社会を西洋社会に追いつかせる一環として「ひげ剃り令」を発し、有力な家臣に宴の場でひげを剃らせ、またひげに対する国税を計画した。ひげ禁止を強制するためピョートル大帝は、警察にひげ税の支払いを拒否した者の髭を公の場で強制的に剃る権限を与えた。当時ロシアでは宗教的な理由から男性はひげを蓄えるべきと信ずる者が多く、髭剃りへの抵抗は根強かった。 
1705年に導入されたひげ税によって課される税額はその人物の身分によって異なり、宮廷、軍、政府の関係者は年間60ルーブル、裕福な商人は年間100ルーブル、その他の商人や町人は年間60ルーブル、モスクワ市民は年間30ルーブル、農民は都市に入るときと出るときにそれぞれ半コペイカ銅貨1枚ずつを徴収された。

### ひげメダル

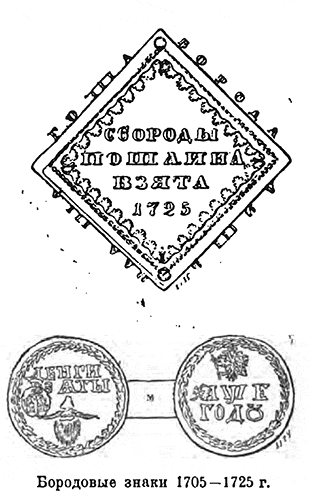
髯メダル（上：1725年版、下：1705年版）

ひげ税を納めた者は「髭メダル」（Бородовой знак）が与えられ、これを携帯することが義務付けられた。これは銅製または銀製のメダルで、裏面にはロシア帝国の国章双頭の鷲が描かれ、表面には鼻、口、ひげのある顔の下部が描かれていた。
1705年にひげ課税令が発布されてから1772年に解除されるまでの間に、いくつかの異なるバージョンのメダルが造られた。一般的な円形のメダルには表面に「ひげ税徴収済（ДЕНГИ ВЗѦТЫ）」、裏面にキリル数字で納税年が（例:「҂АѰЕ ГОДѸ」= 1705年）が刻まれていた。1725年に発行されたひし形のメダルは、裏面が滑らかで、表面には「ひげ税徴収済（СБРОРООДЫ ПОЛШИНА ВЗЯТА）」、縁には「ひげは余計な重荷である（БОРОДА ЛИШЬНАѦ ТѦГОТА）」という文言が刻まれていた。
18世紀英国の船商人ウォルター・ホーキンスは、1845年に自身のコレクションからひげメダルを取り上げた論文を発表し、ロシアにおける税の歴史を解説した。